# نیک گال
نیک گال (انگلیسی: Nick Galle؛ زادهٔ ۱۴ سپتامبر ۱۹۹۸) بازیکن فوتبال است.
از باشگاه‌هایی که در آن بازی کرده‌است می‌توان به باشگاه فوتبال فورتونا دوسلدورف اشاره کرد.